# Suore di San Giuseppe del Messico
Le Suore di San Giuseppe del Messico (in spagnolo Hermanas Josefinas de México) sono un istituto religioso femminile di diritto pontificio: le suore di questa congregazione pospongono al loro nome la sigla H.J.

## Storia

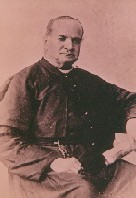
José María Vilaseca, fondatore della congregazione

La congregazione fu fondata il 22 settembre 1872 a Città del Messico da José María Vilaseca insieme con Cesárea Esparza y Dávalo.
L'istituto, sotto il governo della fondatrice (morta nel 1883), si diffuse in varie regioni del Messico.
Nel 1903 fu eletta superiora generale Josefa Pérez, che resse la congregazione fino al 1920: sotto il suo generalato le suore si stabilirono anche in Nicaragua, nel Salvador, a Cuba e negli Stati Uniti d'America.
A causa della politica anticlericale di Plutarco Elías Calles, molti beni della congregazione furono incamerati dallo Stato e le religiose dovettero abbandonare numerosi asili, scuole e ospedali.
L'istituto ricevette l'approvazione pontificia il 18 maggio 1903; le sue costituzioni furono approvate dalla Santa Sede nel 1907 e, definitivamente, il 28 settembre 1920.

## Attività e diffusione
Le suore si dedicano all'educazione della gioventù, alla cura dei malati e all'opera missionaria.
Oltre che in Messico, le suore sono presenti in Angola, in Cile, in Costa Rica, a El Salvador, in Nicaragua, a Porto Rico, negli Stati Uniti d'America, in Venezuela; la sede generalizia è a Città del Messico.
Alla fine del 2008 la congregazione contava 605 religiose in 83 case.